# 長塚智広
長塚 智広（ながつか ともひろ、1978年11月28日 - ）は、アテネ五輪自転車競技銀メダリスト。日本の実業家、投資家。茨城県取手市出身。早稲田大学大学院卒。

## 経歴

### 生い立ち
1978年11月28日、茨城県取手市に生まれる。長塚によると、学校時代は脚力も平凡で、テニス部に所属していたもののほとんど練習をしなかったという。実家のすぐそばに取手競輪場があり、競輪ファンの父親に連れられてしばしばレースを観戦していた長塚は子どものころから自転車が好きで遠乗りに良く出かけており、週末には地元の取手から東京まで自転車で遊びに行っていた。家の近くに競輪場があり、自転車好きであったことから競輪選手になることが頭に浮かび、「自転車の名門で全国優勝の常連である茨城県立取手第一高等学校に進学すれば、自分も競輪選手になれるのではないかと思い、同校を受験し合格した。自転車部の練習は想像以上に厳しく、3日で退部しようとしたが顧問の教師から4時間にわたって説得され、渋々撤回した。その後は厳しい練習に耐え抜き、3年時に出場したインターハイの1000mタイムトライアルでは3位入賞を果たした。
高校時代の長塚の練習量はずば抜けていて毎朝4時から8時までトレーニングをやってから登校した。特にスタートダッシュのトレーニングは他の選手の5倍もこなしており、それが世界一へのダッシュに繋がったと思われる。

### 日本競輪学校時代
長塚によると、日本競輪学校の入学試験は難なく合格した。入学式で居眠りをしているのが見つかって教師に張り倒されるなど入学当初は厳しい学校生活に戸惑いも覚えたがやがて順応し、卒業時には多くの生徒が開放感から涙を見せる中、デビュー戦に向けて早く帰ってトレーニングをする。とドライな心境に達していたという。

### 競輪選手となり、直後にシドニーオリンピック日本代表となる
1998年8月6日、取手競輪場でデビューし、初出走初勝利を挙げる。2000年1月、高校の先輩で1996年アトランタオリンピックの銅メダリストである十文字貴信の勧めを受け、2000年シドニーオリンピックナショナルチーム選考会のタイムトライアルに出場。「A級の人間が行ったって受かるはずがないだろう」と思いながらも250mを基準タイム（18秒5）を0.02秒上回るタイムで走破し、ナショナルチームに加入。その後最終選考を勝ち残り、代表権を獲得した。

### シドニーオリンピック出場
2000年のシドニーオリンピックでは個人スプリントとチームスプリントに出場。チームスプリントでは長塚（第1走）、神山雄一郎（第2走）、稲村成浩（第3走）で挑み5位入賞を果たすも、メダル獲得を目指していた長塚は初めてレースの場で涙を流した。シドニーオリンピックへの出場について長塚は、会場の緊迫した空気や勝負の厳しさ、敗戦の悔しさ、金メダルを獲った選手を取り巻く国民的歓喜などを体感し、スポーツの感動を始めて味わい、成長の糧を得た気がすると振り返っている。競輪選手としても、当時トップ選手であった神山雄一郎らに直接トレーニング法などについて教わり基礎体力向上を図るなど得たものは大きく、精神面においても「このくらい練習をやっておけば、そのうちS級に上がれるだろう」という甘い考えが変化したという。

以後も世界トップクラスのロケットダッシュを駆使し、チームスプリントでは日本不動の第1走者として、その後も世界選手権自転車競技大会などの国際大会に出場を続けた。
また競輪の方では、2003年開催のオールスター競輪（一宮競輪場）で決勝に進出（6着）した。

### アテネオリンピック出場
2004年アテネオリンピックのチームスプリントでは第1走で出走し、伏見俊昭・井上昌己と共に銀メダルを獲得した。アテネオリンピックでは予選 (17.586秒)、1回戦 (17.566秒)、決勝 (17.612秒) をマークしたが、このタイムは当時の世界最高タイムであった。加えて、伏見、井上の持ちタイムは他国の選手と比較すると明らかに見劣りしていたため、長塚のこの走りが銀メダル獲得に導いたと考えられる。
チームスプリントは一人でも遅れたら勝負にならないため、ゲーリー・ウエスト監督からの意向であえて、1周ベスト17秒4のところ17秒56 - 61に抑えて走っていたという。第3走の井上は永井清史と枠を争っていたが、長塚から監督への進言で機会を得て最終的に選ばれた。

### 長期欠場
しかしその後、銀メダル獲得に起因する目標の喪失感により、2005年の競走成績は21走2着6回3着2回と1勝も挙げることができなかった。あまりの不振ぶりにその間一時期、追込戦法への転換を図ったものの思うような成果を残すことができなかった。株式投資ブームの影響も重なってか、株式、経済情報番組には随時出演する機会がありながらも、本業の競輪の方では2005年後半以降、病気（腰痛）や家庭の都合を理由に長期間欠場。さらに自転車競技のほうもまた当時の日本代表監督であったゲーリー・ウエストがアテネ五輪以降の国際大会では若手選手を積極的に参加させる強化策に変更し、しかもこの方針はウエスト退任後も引き継がれることとなったことから、代表選手としてもしばらくお呼びがかからなくなってしまった。

### レース復帰・北京オリンピック出場
2006年3月4日、静岡競輪場での開催からようやく復帰。戦法を再び自在に戻すことになった。その結果、FI（S級シリーズ）ではしばし優勝も経験。また2007年のふるさとダービー（松阪競輪場）では決勝2着に入った。
一方、自転車競技のほうでも、2007年1月より日本代表監督に就任したフレデリック・マニェが北京オリンピックのチームスプリントでメダル獲得を確実にしたい思いから、2007年〜2008年シーズンの国際大会に一度も参加していなかったにもかかわらず、2008年5月7日、北京オリンピックトラックレース日本代表選手に選出した。この直後から長塚は水泳競技で用いられるようになったレーザー・レーサーの「加圧効果」に注目し、特注したレーザー・レーサー仕様の下着をユニフォームに着込む形で北京オリンピックに臨み、チームスプリント競技のみに出場することになった。
迎えた予選タイムトライアルでは日本チームの第1走者として発走した直後、長塚の強烈なスタートダッシュで自転車後輪に異常が生じてしまう。この時使用していたカーボン製のディスクホイールが破断してしまったのである。これはマヴィックが長塚のためだけに用意した世界で一枚だけのスペシャルホイールであり、他選手も使用するメーカーであったことから通常起こり得ない製造ミスとして認められ、日本チームは再発走となったが、この思わぬアクシデントと、アテネ五輪以降の国際大会における出走経験の不足から周囲から心配された。このアクシデントは世界一のスタートを誇る長塚を封じるための陰謀との噂が出ているほどだ。予選再発走では思ったほどのタイムは出せなかったものの、第2走の渡邉一成、第3走の永井清史の頑張りもあり、6位のタイムで予選を通過した。その後、1回戦で予選タイム3位となった前回優勝のドイツと対戦し敗退。この時点で予選時の順位となる6位入賞が確定した。

### 2度の選挙出馬・初タイトル・3年連続GP出場
2009年7月に開催された寛仁親王牌（青森競輪場）最終日終了後、茨城県知事選挙の準備のため、競輪選手活動を休止。9月のオールスター競輪（松山競輪場）から復帰した。
2010年4月に行われた共同通信社杯春一番（小松島競輪場）最終日で1着となった後、参議院議員選挙に備えるため、競輪選手活動を休止。7月17日開幕のサマーナイトフェスティバル（函館競輪場）で復帰した。復帰後、11月から12月にかけて、川崎競輪場で行われた記念開催を含めて4連続優勝を果たした。
2011年には第64回日本選手権競輪 (GI) と第54回オールスター競輪 (GI) で決勝進出を果たしたものの、いずれのレースも失格に終わったが、12月に開催された第53回朝日新聞社杯競輪祭 (GI) でも決勝に進出し、追走していた武田豊樹の捲りを後位からゴール寸前でとらえ、遂にGI（特別競輪）で初優勝を果たした（81期では加藤慎平と合志正臣に次ぐGI制覇）。しかし、その後のKEIRINグランプリ2011 (GP) でまたもや失格。4回出場機会を得たGPおよび4日間以上開催GI決勝戦のうち3回失格という、過去に前例がない不名誉な記録を作ってしまった。
2012年も東王座戦と日本選手権競輪の決勝に進出するなど好調を持続しており、寬仁親王牌と競輪祭の決勝で共に2着となり、年間獲得賞金4位でKEIRINグランプリ2012に出場し5着となる。
2013年は4月に福井競輪場で行われた共同通信社杯競輪の決勝において、打鐘先行を図った村上義弘の番手を奪い、そのまま後方選手の位置を確認しつつ最後の直線で追い込む走りを見せGIIを初優勝。これを含む年間獲得賞金6位によりKEIRINグランプリ2013への出場を決定させた。関東ラインで後輩・平原と先輩・後閑の先頭を務めた（結果は3着）。

### 再び長期欠場
しかし同年12月に起こったSS11の移籍騒動において、騒動時の動向から村上義弘や武田豊樹と共に首謀格とみなされ、2014年の年明けに日本競輪選手会より同年5月1日から2015年4月末まで1年間の競走出場自粛を言い渡された。
伊東での共同通信社杯終了後の5月から欠場期間に入ったが、その直後に選手会から自粛処分者に対し処分軽減を行うための事情聴取が行われていたものの、長塚から自粛期間短縮の意思表示はなかったとして、同様の理由による他の4名と共に軽減の対象から除外され、1年間の処分が確定し、これにより2012年より在位していたS級S班の座からの陥落も決定した。（詳細はSS11 (競輪)の項を参照）
競輪以外では、2014年7月に発足した「無電柱化民間プロジェクト」に名を連ねた。

### 引退その後
選手会の自粛処分は、JKAにおいては自己都合による欠場扱いとなっていたため、2015年に入ってから選手登録を更新するための手続きと競走参加が必要であったことから動向が注目されていたが、1月27日に引退することを公表し、翌28日に日本体育協会（岸記念体育館）で引退会見を開いた。今後は、東日本大震災の被災地支援に力を注ぐことを発表した。また、PRP療法を中心とした一般社団法人の理事の一人になることも決定しているという。
選手登録は2015年2月10日に消除となった。

## 主な獲得タイトルと記録
- 2011年 - 第53回朝日新聞社杯競輪祭（小倉競輪場）[25]
- 通算成績 - 959戦302勝
- 通算獲得賞金 - 4億9779万9100円

## 競走スタイル
競輪界屈指のダッシュ力を持つ。スタンディングスタート（静止状態からスタートすること）における加速力（いわゆる「ゼロ発進」）に最もたけており、このことからチームスプリントでは先頭走者（第1走）を任された。しかしフライングダッシュ（加速した状態でさらにダッシュをかけること）に難があり、競輪では常に勝負どころとなる地点では加速状態となることから、そのスタンディングダッシュ力を生かせる状況は少なく、本人が持久力に弱点のあることを公言しており、捲りを放っても前述した通りフライングダッシュに難があることから、ゴールまでスピードが持たないことが多かった。ただし別の見方をすれば、過去をひもといても、現役の競輪選手を見る限りにおいても、長塚以上のスタンディングダッシュ力を有する選手はいまだ現れておらず、ある意味特異性を持った選手であるといえる。
ただ長塚は競輪でもトップクラスの地位の選手でありGIII優勝や特別競輪での実績はあったが、全力で走るタイミングをうかがうマーク追走時の技術に不安定要素が多いことから、重賞開催における優勝争いについて競輪ファンやマスコミの間でも評価は割れ続けていた。
しかし元々他のオリンピック自転車競技出場経験選手とは異なる捲り・追込タイプの脚質でありながら、近年選手の間において流行していた大ギヤを使用することによりダッシュ力を回転力に変える走りを見い出してからはスピードが持続するようになり、先行もこなせるほど自在な走りを見せるようになった。なお優勝した2011年の競輪祭決勝では4.25のギヤを使用して前の選手を追い込み、2着となった2012年の競輪祭決勝では4.42のギヤで追走している。

## 政治活動

### 茨城県知事選挙
2009年8月30日に第45回衆議院議員総選挙と同時執行された茨城県知事選挙に、無所属で立候補した。8月21日と8月28日にNHK総合（関東ローカル）で放送された経歴・政見放送では、「ながつか智広」とすべきところを「ながつか智弘」と誤ってテロップに表記され、同28日22時50分からの衆議院議員比例東京ブロック（一部）の経歴・政見放送の末尾で、内藤啓史チーフアナウンサーが登場し、お詫びと訂正を行った。
同28日10時頃には、長塚が搭乗する選挙カーが八千代町の国道125号で対向車線の大型トレーラーと衝突し、運動員数人が負傷する交通事故に遭った。知事選では高い知名度により、日本共産党推薦の間宮孝子を上回る264,150票を獲得。現職の橋本昌と、自民党・公明党推薦の小幡政人に次ぐ6人中3位で健闘し、供託金の返還を受けた。
「茨城県自転車競技事務所の関係者から選挙妨害を受けた」として、同年9月15日に茨城県選挙管理委員会に選挙無効を求める異議申立書を提出したが、11月16日に却下された。

### 参議院議員選挙
2010年4月、7月に行われる第22回参議院議員通常選挙で、郡司彰と共に茨城県選挙区から民主党公認候補として出馬することを表明。同選挙区では現職の岡田広（自民党）と郡司が議席を獲得し、長塚は次点となり落選。
民主党公認候補でありながら、民主党色を薄くした選挙戦を展開した。その理由として本人は「国会運営において、政党に属するのは当然。しかし、政党頼みの政治よりも、個人力を全面に出した政治を行っていきたい。政党が議員を作るのではない、個人が政党を作る」と語っていた。
長塚は組織や団体支援を一切受けずに戦い、逆風の中、無党派票20万票を獲得。民主党の農水副大臣の郡司は組織戦を展開、連合茨城21万票に加え、農水系を含めた合計30万票を獲得。この結果から長塚は無党派からの支持は圧倒的なものと分かった。後の分析から二人区において、民主党「二人目の候補者」としてはトップを獲得した。
長塚は、今後の政治活動について「政治の道はあきらめない」とだけ語った。

## 人物
オリンピックメダリストとしてテレビ番組に多く出演しているが、株取引を本業に近い趣味とし、財テク関係のテレビ番組（TBS系列「がっちりマンデー!!」やテレビ東京系「クロージングベル」）などにもコメンテーターとして出演することもある。株式評論に加え、「ジャンクSPORTS」などのスポーツ番組や「あらびき団」（バラエティ番組）にもしばしば出演する機会を得ている。
親戚が東京証券取引所で仕事をしていたこともあり、会計士や証券マンに憧れていた。また、父親の「自分の金は自分で稼げ」という教育によってお小遣いがなく、価格に地域差があったファミコンのソフトを茨城や千葉で安く買って東京の店に売り、中学生のときに月収10-20万を稼いでいたという。同じく父親の「競輪選手になれば」という言葉もあり、商業科と自転車部が両方ある高校へ進学した。
このように早くから商業、ビジネスに関心を持っており、19歳ぐらいからはじめたという株取引に関する知識も豊富。自身の著作『長塚智広の株の筋トレ - アテネ五輪・銀メダリスト』（扶桑社）という株入門書も出版している。また現役選手でありながら数社の企業顧問をするなど、経営に関わる現役アスリートという一面も持った。
競輪のCMにも度々出演しており、小池栄子と前記のオリンピック出場トリオで共演したCMのほか、2009年の競輪ブランディングCM『9ways』にも「1番車・株式トレーダー」の設定で出演している。
2007年5月に、元モデルで、元準ミス・ユニバース・ジャパンの由紀夫人と結婚した。同年8月に第一子である長男が誕生。翌年に第二子となる長女が誕生。同年12月1日にNHK衛星第2テレビジョンで放送された『日めくりタイムトラベル 昭和53年!』には、1978年生まれ代表の1人として石黒彩、滝本竜彦、田丸麻紀、永井大、原沙知絵、間下このみらと出演した。
2009年2月にはTBS系列の番組『あらびき団』にて、競輪選手のあるあるネタを披露。同日放送の後の出演者競輪小僧とのコラボも行った。
また、早稲田大学スポーツ科学研究科トップスポーツマネジメントコース（平田竹男）の社会人修士課程において、「被災地におけるトップアスリートによる 継続的スポーツ教室の効果」の研究を行い、2012年3月に修了した。
足が大きく、身長182cmに対し、靴のサイズは30cm。
納豆が好物。

## 出演

### CM
- セガ 『ぷよぷよ7（ニンテンドーDS版）』 （2009年）